# Rafal
|  | Aquest article tracta sobre el municipi del Baix Segura. Si cerqueu el nom genèric, vegeu «Rahal». |

Rafal és un municipi del País Valencià que es troba a la comarca del Baix Segura.
Es va segregar del terme general d'Oriola en el segle xvii; va formar part de la jurisdicció de la família Rocamora i va constituir el centre del marquesat de Rafal; el dit títol havia estat concedit el 1636 a Geroni de Rocamora i passà, posteriorment als Fernández d'Heredia; el terratrèmol de 1829 va destruir la comarca.
La parla, a Rafal, és castellana. L'ajuntament està governat amb majoria absoluta pel PSPV, que en 2003 obtingué 6 regidors per 5 el PP.
El diminut terme, tan sols 1,6 km², està completament dedicat a l'agricultura i els paratges més cridaners també tenen a veure amb ella: la séquia de Sant Bartomeu o els assarbs de Mayayo, Suertes i Mudamiento.
L'església de Nostra Senyora del Rosari, construïda en 1640 i reconstruïda després del terratrèmol de 1829 és l'únic testimoni del passat de Rafal.

## Fills il·lustres
- Agustí Bertomeu (1931), compositor musical.